# Théâtre de l'Avant-Pays
Le Théâtre de l’Avant-Pays est né de la rencontre de marionnettistes issus de l’Université du Québec à Montréal, Michel Frechette, Michel Ranger et Francine Lachance, et de comédiennes issues de l’option théâtre de Saint-Hyacinthe, Diane Bouchard et Johanne Rodrigue. L’objectif premier consistait à mettre en commun les expériences complémentaires pour créer un théâtre de marionnettes différent. Le Théâtre de l’Avant-Pays a débuté ses activités en 1976. Tout au long de son histoire, la compagnie a œuvré à  interroger les spécificités et le caractère multiforme du médium de la marionnette. [réf. nécessaire].
La compagnie a créé deux expositions. La première, Les Marottes de Charlotte, des marionnettes au théâtre, a été présentée au Musée de la Civilisation à Québec en 1995, et dans la ville de Lyon, en France en 1996. La deuxième, Marionnettes et imaginaire, parcours artistique du Théâtre de l’Avant-Pays, 1976-2015, a été présenté dans le réseau des maisons de la culture de Montréal en 2015, au Centre d’art Diane-Dufresne à Repentigny, en 2016 et au CNE à la Ville de Saguenay en 2017.
Le théâtre de l'Avant-Pays a cessé ses activités au printemps 2019.
Le fonds d'archives du Théâtre de l'Avant Pays (P1006) est conservé au centre BAnQ Vieux-Montréal de Bibliothèque et Archives nationales du Québec.

## Spectacles du Théâtre de l'Avant Pays[7]
- 1973: Pigrasse le roi de la magie
- 1973: La Belle au Bois dormant
- 1974: Le chaudron magique
- 1975: Le petit monde de l'Île Sainte-Hélène
- 1976: Il était une fois en Neuve-France
- 1977: L'enfant de l'étoile / Star child
- 1979: Une histoire de marionnettes
- 1980: Charivari
- 1981: La couleur chante un pays
- 1981: L'école des Bouffons
- 1981: Les enfants de ma rue
- 1982: La famille Grappe
- 1983: Barnabé et les bottines
- 1984: Sabib ou une orange à la mer
- 1986: Si le train pouvait parler
- 1986: Impertinence
- 1987: Le secret de Miris
- 1989: Charlotte Sicotte
- 1992: La petite fille qui avait mis ses parents dans ses poches
- 1994: Comment la terre s’est mise à tourner
- 1997: Château sans roi
- 1999: Le petit bon à rien
- 2001: Les gardiens du feu
- 2003: À nous deux
- 2005: L’armoire
- 2007: Une forêt dans la tête
- 2009: Le voyage
- 2011:  La lune est à moi
- 2013: Conte pour les enfants de 1000 jours
- 2013: Ma mère est un poisson rouge
- 2015: Mémoire de Lou
- 2017: Partout ailleurs
- 2018: Fils de quoi?